# Martin Lundström
Bo Hilding Martin (Martin) Lundström (Tvärliden, 30 mei 1918 - Umeå, 30 juni 2016) was een Zweeds langlaufer. 

## Carrière
Lundström won tijdens de spelen van 1948 de gouden medaille op de achttien kilometer en met de estafette. Vier jaar later in Oslo nam Lundström alleen deel op de estafette en veroverde daar de bronzen medaille. In 1950 werd Lundström wereldkampioen of de estafette in Lake Placid. Lundström nam na zijn actieve carrière deel aan de veteranenkampioenschappen en veroverde daar 29 wereldtitels waarvan zijn laatste op 80-jarige leeftijd.

## Belangrijkste resultaten

### Olympische Winterspelen
| Editie | Plaats       | Resultaten        |
| ------ | ------------ | ----------------- |
| 1948   | Sankt Moritz | 18 km · estafette |
| 1952   | Oslo         | estafette         |

### Wereldkampioenschappen langlaufen
| Jaar | Plaats       | Resultaten        |
| ---- | ------------ | ----------------- |
| 1948 | Sankt Moritz | 18 km · estafette |
| 1950 | Lake Placid  | estafette         |
| 1952 | Oslo         | estafette         |